# Marcel Laverdet
Marcel Laverdet, né le 25 mars 1953 à Arcachon, est un illustrateur français, connu notamment pour l'illustration de la série Histoires à jouer et Mythes et légendes.

## Biographie
Il est reçu au baccalauréat de lettres en 1970, puis à l'École Nationale Supérieure des Arts Décoratifs de Paris (ENSAD), en 1972.
Il réalise un court métrage, Diagnostic, avec Germaine Delbat dans le rôle principal, qui reçut le 1er prix du court-métrage au festival international de Thonon-les-Bains, en 1973.
Il est ensuite reçu à l'Institut des Hautes Études Cinématographiques (IDHEC), en 1973, et diplômé avec mention en 1975.
Mais après une année de travail comme monteur sur Fr3, il choisit dès 1974 de revenir au dessin comme illustrateur, réalisant des couvertures au Livre de poche (Soljenitsyne), à J'ai Lu (Apollinaire), collaborant à Pif gadget, à Science & Vie et à l’Écran fantastique.
À partir de 1975, il entame une collaboration avec le groupe Presses de la Cité, créant plusieurs centaines de couvertures pour Presses Pocket, Julliard, et Bernard de Fallois dont notamment :
- Le Livre d'or de la science-fiction, sous la direction de Jacques Goimard (Asimov, Tiptree, Dorémieux, Vance, Verne, Van Vogt, Andrevon, Heinlein, Moorcock, Farmer, etc.),

- Histoires à Jouer, série de livres dont vous êtes le héros, commencée à Pocket puis continuée au Livre de Poche.

- illustration d'un inédit de Marcel Pagnol, « l'infâme truc », sous la direction de Bernard de Fallois, aux éditions Julliard (tirage numéroté sur papier Arches).

Dès 1978, il est associé à la création du Figaro magazine (dir. Louis Pauwels) dès le numéro zéro, et réalisa de nombreuses couvertures durant environ trois ans.
À partir de 1989, il collabore, sous la direction de Gilles Ragache, à la série d'albums « Mythes et légendes », traduits en 6 langues, Les Gaulois (mai 89), puis : La Création du Monde, l'Or, La Forêt, La Mer, Vers l'Amérique, Les Animaux fantastiques…
Il réalise en 1992 des illustrations, chez Hachette Éducation, pour les « Chroniques illustrées de l'Histoire des hommes » : « Le Moyen Âge » et « l'Âge classique », de même que l’affiche de Coup de jeune de Xavier Gélin.
À partir de 2000, il intègre l'équipe « American Artists », collabora avec les éditions Glencoe sur des livres historiques ou scientifiques, et publia de nombreuses publicités aux États-Unis et Canada (notamment pour le parc d’attraction de Montréal La Ronde en 2008, une campagne pour le tourisme dans le Labrador, et un lancement d’appareil photo Canon), et parallèlement il réalisa de nombreuses illustrations dans Capital (Prisma presse), Science & Vie, et avec l'agence Vapeurs (Michel Kerlevan) et eut de très nombreuses collaborations publicitaires, avec les grandes agences (Publicis, Roux Seguela, Havas, RSCG, Leo Burnett, Landor, etc.).
Depuis 2013, il collabore avec l'agence Die Illustratoren (sous le nom de Rive gauche) en Allemagne, à de nombreuses campagnes publicitaires (Stilh, Volkswagen, Minor, etc.), de même qu’avec Greenpeace.

## Sources et références
1. ↑  Illustration Motivation, « IMterview # 14 : Marcel Laverdet », 26 mai 2016 (consulté le 27 mars 2017)
2. ↑  Pif Gadget, n°568, pages 33 à 35
3. ↑  L’écran fantastique, n°6
4. ↑  « Coup de jeune » (consulté le 27 mars 2017)
5. ↑  (en) « Marcel Laverdet-CGI Studio-Bio », AAReps is CGI, Animation, Illustration & Photography (consulté le 27 mars 2017)
6. ↑  (en) « Marcel Laverdet », sur adsoftheworld.com (consulté le 27 mars 2017)
7. ↑  (en) « La Ronde | Cossette | 05/2008 », sur adsoftheworld.com (consulté le 27 mars 2017)
8. ↑  (en-US) « Marcel Laverdet “Trompe L’Oeil” World Below NYC for Canon  @  AA Reps Interactive », sur www.aarepsinteractive.com (consulté le 27 mars 2017)
9. ↑  Die ILLUSTRATOREN corinna hein GmbH, « Die Illustratoren - Portfolio - RIVE GAUCHE », sur www.illustratoren.de (consulté le 3 avril 2017)
10. ↑   Marcel Laverdet sur le site NooSFere (consulté le 27 mars 2017)
11. ↑  Stéphane Béchard, « laverdet », sur planete-ldvelh.com (consulté le 27 mars 2017)
12. ↑  Laverdet, Marcel, « BnF Catalogue général », sur catalogue.bnf.fr (consulté le 27 mars 2017)